# Lorraine (1913)
El Lorraine fue un acorazado de la Marina nacional de Francia perteneciente a la clase Bretagne nombrado en honor de dicha región francesa. 

## Construcción
El Lorraine fue construido en los astilleros Ateliers & Chantiers de la Loire en Saint-Nazaire, y su quilla fue puesta en grada el 1 de agosto de 1912; siendo botado el 30 de septiembre de 1913, y una vez completado asignado el 27 de julio de 1916. 
Al igual que sus dos gemelos, los acorazados Bretagne y Provence, el Lorraine tenía como armamento principal 10 de los nuevos cañones de 340 mm de los cancelados acorazados de la clase Normandie dispuestos en torretas dobles, dos sobre la línea de crujía a popa con la más cercana al puente elevada, otras dos en la misma situación a proa, y una también sobre la línea de crujía a mitad del buque, que podía disparar a ambas bandas, pero no en caza ni en retirada.
En las tres modernizaciones llevadas a cabo desde 1921 a 1922, 1926 a 1927, y desde 1934 a 1936 se adicionaron al Lorraine un hidroavión y una catapulta en lugar del montaje gemelo de 340 mm de mitad del buque, un moderno armamento antiaéreo, y sus calderas, fueron convertidas a funcionamiento a fueloil. Aunque su potencia se incrementó hasta los 43 000 CV, las nuevas calderas solo pudieron aumentar su velocidad hasta los 21 nudos, lo cual, unido a su escaso blindaje de 180 mm, le hacían poco fiable en combate.

## Servicio
Sirvió en el Mediterráneo junto a sus gemelos durante ambas guerras mundiales. Aunque a salvo de navegar en aguas potencialmente hostiles, por lo que no participó en ninguna acción durante la Primera Guerra Mundial.
Durante el inicio de la Segunda Guerra Mundial el Lorraine transportó las reservas de oro del Banco de Francia a los Estados Unidos en noviembre de 1939. Posteriormente, se le ordenó navegar hasta el Mediterráneo oriental, donde participó en el bombardeo a Bardia. 
Tras la rendición de Francia, el almirante británico Andrew Cunningham que estaba al mando de la Flota del Mediterráneo de la Royal Navy, y el almirante francés René-Emile Godfroy acordaron la entrega pacífica y desarme del Lorraine y otros buques de su escuadra en Alejandría el 22 de junio de 1940. 
Tras ser rearmado, el Lorraine se unió a los aliados el 31 de mayo de 1943 y participó en bombardeos de costa de las ciudades del sur de Francia de Toulon y Marsella, durante la Operación Dragón de los aliados. Su artillería principal, proporcionó fuego de cobertura a las tropas de desembarco en Francia entre agosto y septiembre de 1944 y bombardeó y dejó fuera de servicio numerosas fortificaciones alemanas tanto en el Mediterráneo como en el Atlántico durante el resto de la guerra. 
Tras la victoria aliada, el Lorraine fue convertido en pontón de entrenamiento. 
Fue dado de baja el 17 de febrero de 1953, y finalmente desguazado en 1954.